# Беркут-Київ
Беркут-Київ — хокейний клуб з міста Києва, що існував з 1997 по 2002 рр.

## Історія
У 1997 році при ХК «Сокіл (Київ)» було створено фарм-клуб «Беркут-ППО».
Дебютувавши в тому ж році, команда зайняла 7-е місце у чемпіонаті СЄХЛ і стала срібним призером чемпіонату України - сезону 1997-1998 рр.
В сезоні 1998-99 рр. «Сокіл» та «Беркута-ППО» розділилися. Спонсором на запрошення президента клубу Олександра Степаненка стала компанія «Інтергаз», команда змінила назву на ХК «Беркут-Київ». 
В 1998 році в інтерконтинентальному чемпіонаті ХК «Беркут-Київ» став переможцем першого етапу в своїй групі.
В наступній першості СЄХЛ сезону 1998-99 рр. «беркутівці» піднялися в турнірній таблиці на щабель вище, повторивши торішній результат в Чемпіонаті України.
В сезоні 1999-2000 рр. «Беркут» вперше завоював золоті нагороди Східноєвропейської хокейної ліги і став чемпіоном України, впевнено перемігши в обох фіналах київський «Сокіл» відповідно: 3:2, 4:3, 5:1.
В наступному сезоні в першості СЄХЛ хокеїсти клубу з самого початку міцно утримували верхній щабель турнірної таблиці не поступаючись нікому до кінця сезону, набагато випереджаючи найближчих суперників - білоруський «Німан» з міста Гродно і київський «Сокіл». В цьому розіграші клуб став чемпіоном, а також заволодів кубком СЄХЛ.
Підтвердила свою репутацію команда і в чемпіонаті України знову виборовши золоті нагороди.
В сезоні 2000-2001 рр. команда добилася перемоги на другому етапі Континентального кубку і вперше в історії українського хокею вийшла в півфінал цього престижного хокейного турніру Старого Світу.
Сезон 2001-2002 рр. став для клубу останнім, влітку 2002 р. команду було розформовано.
| Чемпіони СЄХЛ 1999/2000 |
| Воротарі: Євген Бруль, Максим Приятель; Захисники: Василь Полоницький, Павло Гоменюк, Ігор Юрченко, Альберт Вафін, Денис Ісаєнко, Валерій Ганжа, Василь Горбенко, Сергій Мудрий, Євген Лобанов, Анатолій Хоменко, Олег Кузнецов, Олександр Скороход; Нападники: Андрій Воюш, Сергій Зайцев, Денис Таращан, Володимир Єловиков, Олег Крикуненко, Олександр Яковенко, Артем Гніденко, Раміль Юлдашев, Михайло Фадєєв, Володимир Дехтяренко, Олексій Кузнецов, Ігор Сливинський, Євген Аліпов, Сергій Рублівський, Олексій Страхов, Дмитро Гнітько, Сергій Лахно, Сергій Картамишев, Євген Сидоров, Євген Кабанець, Сергій Годований. |
| Чемпіони СЄХЛ 2000/2001 |
| Воротарі: Євген Бруль, Олександр Федоров, Андрій Каращук; Захисники: В'ячеслав Тимченко, Павло Гоменюк, Ігор Юрченко, Денис Ісаєнко, Василь Полоницький, Юрій Лясковський, Андрій Савченко, Володимир Кирик, Василь Горбенко, Сергій Мудрий, Олександр Скороход, Олександр Муханов; Нападники: Олег Синьков, Василь Бобровников, Едуард Валіулін, Артем Гніденко, Слава Куликов, Олександр Бобкін, Юрій Дяченко, Володимир Єловиков, Дмитро Башура, Сергій Рублівський, Андрій Воюш, Володимир Дехтяренко, Євген Пастух, Віктор Куценко, Денис Таращан.                                                                            |

## Однойменні клуби

### ХК «ІВАРс»
Хокейний клуб з назвою «Беркут» представляв Київ на 5-му розіграші Чемпіонату України з хокею сезону 1996-1997 рр. Деякий час спонсором клубу була компанія «Оболонь» і команда виступала під назвою «Беркут-ППО». Завершив чемпіонат клуб вже під назвою «ІВАРс». У сезноі, який виявився для команди останнім, команда посіла останнє місце, зазнавши 12 поразок з загальною різницею шайб 24-115.

### ХК «Поділ»
У 2004 році в Броварах створено команду зі схожою назвою — Хокейний клуб «Беркут», яка жодним чином не пов'язана з ХК Беркут-Київ. У сезоні 2009-2010 років клуб представляє Київ, а наступного сезону, який стає для клубу останнім, команда бере назву «Поділ». Клуб — триразовий срібний призер чемпіонату України.

### ХК «Беркут» Київ
У 2011 році для участі у новоствореній ПХЛ, у Києві створюється новий клуб ХК «Беркут» Київ.